# K-PAX – Alles ist möglich
K-PAX – Alles ist möglich (Originaltitel: K-PAX) ist ein Film des Regisseurs Iain Softley aus dem Jahr 2001 mit Kevin Spacey in der Hauptrolle.
Der Film basiert auf dem Roman „K-PAX“ (deutscher Buchtitel: „Wie von einem fremden Stern“) von Gene Brewer und erzählt die Geschichte eines Mannes, der behauptet, vom etwa 1000 Lichtjahre entfernten Planeten K-PAX in der Nähe des Sternbilds Lyra zu kommen. Der Film wurde in Deutschland erstmals im Rahmen des Fantasy Filmfests am 10. August 2002 gezeigt.

## Handlung
Weil er keinen Ausweis mit sich führt und sich ungewöhnlich verhält, wird ein Mann mittleren Alters, der sich Prot nennt, im Grand-Central-Bahnhof von New York verhaftet. Er gibt sich wie selbstverständlich als extraterrestrisches Wesen in Menschengestalt aus, das von einem Planeten namens K-Pax komme, und wird daraufhin in eine psychiatrische Anstalt eingewiesen. Als er nach einem Monat auf keine Behandlung anspricht, wird ihm Dr. Powell zugewiesen, welcher seine Familie wegen seiner Arbeit vernachlässigt. Es kommt heraus, dass sich Prot mit Vorliebe von Obst ernährt und dass er ultraviolettes Licht sehen kann. Es dauert nicht lange, bis einige Angestellte und insbesondere die Patienten der Anstalt seine Geschichte für wahr halten. Auch Dr. Powell ist beeindruckt von der Plausibilität der Aussagen.
Nachdem Prot eine Liste von astrophysikalischen Fragen mit verblüffenden Details beantwortet hat, fährt Dr. Powell mit ihm ins Hayden Planetarium, um mit einer Gruppe erstklassiger Astrophysiker mehr herauszufinden. Prot soll beweisen, dass er mit Überlichtgeschwindigkeit reisen kann, doch während der Demonstration bewegt er sich nicht von der Stelle. Er behauptet, so schnell gereist zu sein, dass es für das menschliche Auge nicht wahrnehmbar sei. Die Wissenschaftler halten dies für einen Scherz. Danach erstaunt Prot jedoch die Wissenschaftler durch seine Kenntnisse: insbesondere kann er die Planetenbahnen seines angeblichen Heimatsystems aufzeichnen und eine ihrer bisher rätselhaften Eigenheiten aufklären.
Dr. Powell erkennt, dass Prot eine unerklärliche positive Auswirkung auf die anderen Patienten hat, die nach und nach Heilung erfahren, wobei Prot von Selbstheilungsfähigkeiten spricht. Prot verspricht den Patienten, dass er einen von ihnen bei seiner demnächst bevorstehenden Rückreise zu K-Pax mitnehmen kann, worauf diese begeistert Vorbereitungen treffen. Dr. Powell befürchtet indes, dass an dem genannten Tag seiner „Abreise“ in wenigen Wochen etwas Schlimmes passieren wird, und beeilt sich daher, Prots Vergangenheit aufzuklären. Er führt mit Prot eine Altersregression durch, was ihn mit jeder Sitzung näher an das tragische Geheimnis des Mannes bringt. Er kommt hinter die Geschichte von Robert Porter, einem Arbeiter in einem Schlachthof.
Porter hat vor fünf Jahren versucht, sich in einem Fluss zu ertränken, nachdem er einen Einbrecher in seinem Haus mit bloßen Händen umgebracht hatte, welcher kurz zuvor seine Frau und seine Tochter ermordet hatte. Offensichtlich ist Prot Robert Porter, der überlebt, aber sein Gedächtnis verloren hat. Allerdings verschwindet Prot für einige Tage auf rätselhafte Weise und erscheint wieder ebenso plötzlich in der Klinik, ohne dass das Krankenhauspersonal ihn dabei beobachten konnte. Powell hatte Prots Äußerung nicht ernst genommen, dass er sich noch ein wenig auf der Erde umschauen wollte.
Zu dem von Prot exakt vorhergesagten Zeitpunkt seiner „Abreise“ wartet er in seinem Zimmer, legt seine Sonnenbrille ab, die er nach eigener Aussage auf K-PAX nicht braucht, und schaut aus dem Fenster. Dr. Powell, der den Zeitpunkt fast verschlafen hätte, rennt durch das Krankenhaus zu Prots Zimmer. Das Bild der Überwachungskamera, mit dem die Angestellten Prots Handlungen verfolgen, fällt aus, und man sieht wie das Licht der aufgehenden Sonne Prots Zimmer erhellt. Als Powell im Zimmer ankommt, scheint es zuerst leer, dann sieht er Porter bewusstlos unter dem Bett liegen. Er lebt, reagiert aber fortan nicht mehr auf seine Umwelt – er ist vollkommen katatonisch und muss im Rollstuhl gefahren werden.
Gleichzeitig mit Prots scheinbarer Verwandlung in Robert Porter ist die Patientin Bess spurlos verschwunden. Die Patienten glauben, dass Prot sein Versprechen gehalten und sie nach K-PAX mitgenommen hat. Im Epilog sieht man wie Dr. Powell einige Zeit später den katatonischen Robert Porter im Rollstuhl spazierenfährt und mit ihm redet. Er erzählt von den Fortschritten, die dessen Mitpatienten gemacht haben, welche inzwischen entlassen wurden, und dass er sich über den Verbleib der immer noch vermissten Bess Sorgen macht. Schließlich trifft sich Dr. Powell seit langem wieder mit seinem Sohn aus erster Ehe, dem er zwar immer wieder Geld geschickt und dessen Studium finanziert hat, aber mit dem er kaum Kontakt hatte. Prot hat Dr. Powell vor Augen geführt, wie wichtig die Familie ist.

## Hintergrund
- Nach dem eigentlichen Ende und dem Abspann des Films wird nochmal eine kurze Szene gezeigt, in der Dr. Powell in seinem Garten mit einem Teleskop nachdenklich in den Nachthimmel sieht.
- Der Film ist eine Koproduktion der britischen Firmen „Intermedia Films“ und „Pathé Pictures International“ mit der deutschen „IMF Internationale Medien und Film GmbH & Co. 2. Produktions KG“ und der US-amerikanischen „Lawrence Gordon Productions“.

## Kritik
„Wenig eigenständige Fantasy-Story, die durch ausgezeichnete Darsteller und die faszinierende Fotografie stärker zu fesseln versteht, als es die erzählte Geschichte eigentlich verdient.“

„[…] vor allem bietet K-Pax eine Sorte von SF, wie man sie nur alle paar Jahre mal zu sehen kriegt. Darüber hinaus ist der über die volle Länge faszinierende Film richtig intelligentes Hollywood-Starkino […]“

„Für das Drehbuch wurde der gleichnamige Roman von Gene Brewer adaptiert, wobei in den USA bereits Fragen laut wurden, ob nicht womöglich der argentinische Film “Rantes – Der Mann, der nach Süden schaut” von 1986 (Rantes, Hombre mirando al Sudeste bzw. Man Facing Southeast) von Eliseo Subiela als ungenannte Vorlage diente. Auch in dieser Parabel über Himmel und Hölle geht es um einen Patienten in einer Nervenheilanstalt, der von sich behauptet, außerirdischer Herkunft zu sein. Regisseur Iain Softley (“Die Flügel der Taube”) nutzt die gleiche Prämisse, verstärkt aber den Subtext, was wohl passieren würde, wenn Jesus Christus ein zweites Mal auf die Erde käme. [...]“

## Auszeichnungen
Kevin Spacey wurde 2002 für den Saturn Award nominiert und Alfre Woodard für den Image Award.
Die Deutsche Film- und Medienbewertung FBW in Wiesbaden verlieh dem Film das Prädikat besonders wertvoll.